# Han Bangqing
Han Bangqing (1856 - 1894), escritor y poeta chino.
Fue un erudito y poeta que suspendió los exámenes del servicio civil y frecuentó los decadentes barrios extramuros de Shanghái, donde residían los extranjeros y no imperaba el estricto código confuciano, de manera que los hombres podían pasar sus días a la deriva de una casa de placer a otra, fumando pipas de opio, jugando y organizando fiestas y borracheras junto a las cortesanas que poblaban el lugar. Como escritor se singularizó por haber escrito no sólo en Mandarín, sino en Wu, una lengua de cultivo casi exclusivamente oral pero muy hablada en la costa central de China y en el mismo Shanghái. En Wu escribió su novela más importante en 1892, 海上花列傳|海上花列传 (Las muchachas cantoras de Shanghái o Flores de Shangai, donde "cantoras" o "flores" son eufemismos por "meretrices"), un melancólico, romántico y agridulce estudio panorámico de la vida de dos docenas de cortesanas y sus clientes en los barrios festivos de Shanghái durante los últimos decenios del siglo XIX. El manuscrito fue descubierto, revisado y editado por Eva Hung entre los papeles que dejó a su muerte y fue traducido al inglés por la novelista Eileen Chang y llevada al cine en 1998 por el director Hsiao-hsien Hou con el título de Hai shang hua.